# Buddha Krämer
Buddha Krämer (* 31. Juli 1940; † 5. April 2021), bürgerlicher Name Adolf Krämer, war ein deutscher Rundfunkmoderator, Musikredakteur und Hörfunkproduzent.
Krämer war von 1978 bis 2002 festangestellter Musikredakteur des Westdeutschen Rundfunks in Köln, der meist im zweiten Hörfunkprogramm des Senders (WDR2) tätig war. Bekanntheit erlangte er u. a. durch die Hörfunksendungen Pop-Tops (1986 bis 1995) und die Hitparade Schlagerrallye, die er von Januar bis Juni 1984 moderierte und danach weiterhin produzierte. Zudem war er Redakteur der populären Vormittagssendung Hallo Ü-Wagen und stellte für zahlreiche Magazinsendungen von WDR2 die Musik zusammen. Er war außerdem in den 1980er Jahren beim Deutschlandfunk als Aufnahmeleiter der schwedischsprachigen Sendungen tätig. Im Programm trat er mitunter unter dem Namen „Adolf Buddha Krämer“ auf; den Spitznamen „Buddha“ hatte er wegen seiner Körperfülle.